# Lucilina nigropunctata
Lucilina nigropunctata är en blötdjursart som först beskrevs av Carpenter 1865.  Lucilina nigropunctata ingår i släktet Lucilina och familjen Chitonidae. Inga underarter finns listade i Catalogue of Life.